# 김현광
김현광(金顯光, 1966년 10월 5일~)은 대한민국의 신학자이며, 한국성서대학교 신약학 교수이다. 일립신학연구소 소장, 성서학과 학과장, 한국복음주의신약학회 회장, 그리고 한국개혁신학회 산하 신약학회 회장이다. 연구분야는 바울서신, 바울신학이며, 신약학자이면서도 칼뱅과 개혁신학에 연구에 중요한 논문을 발표하고 있다. 그의 아내는 총신대학교에서 한국문학의 전문가인 이성희 교수이다.

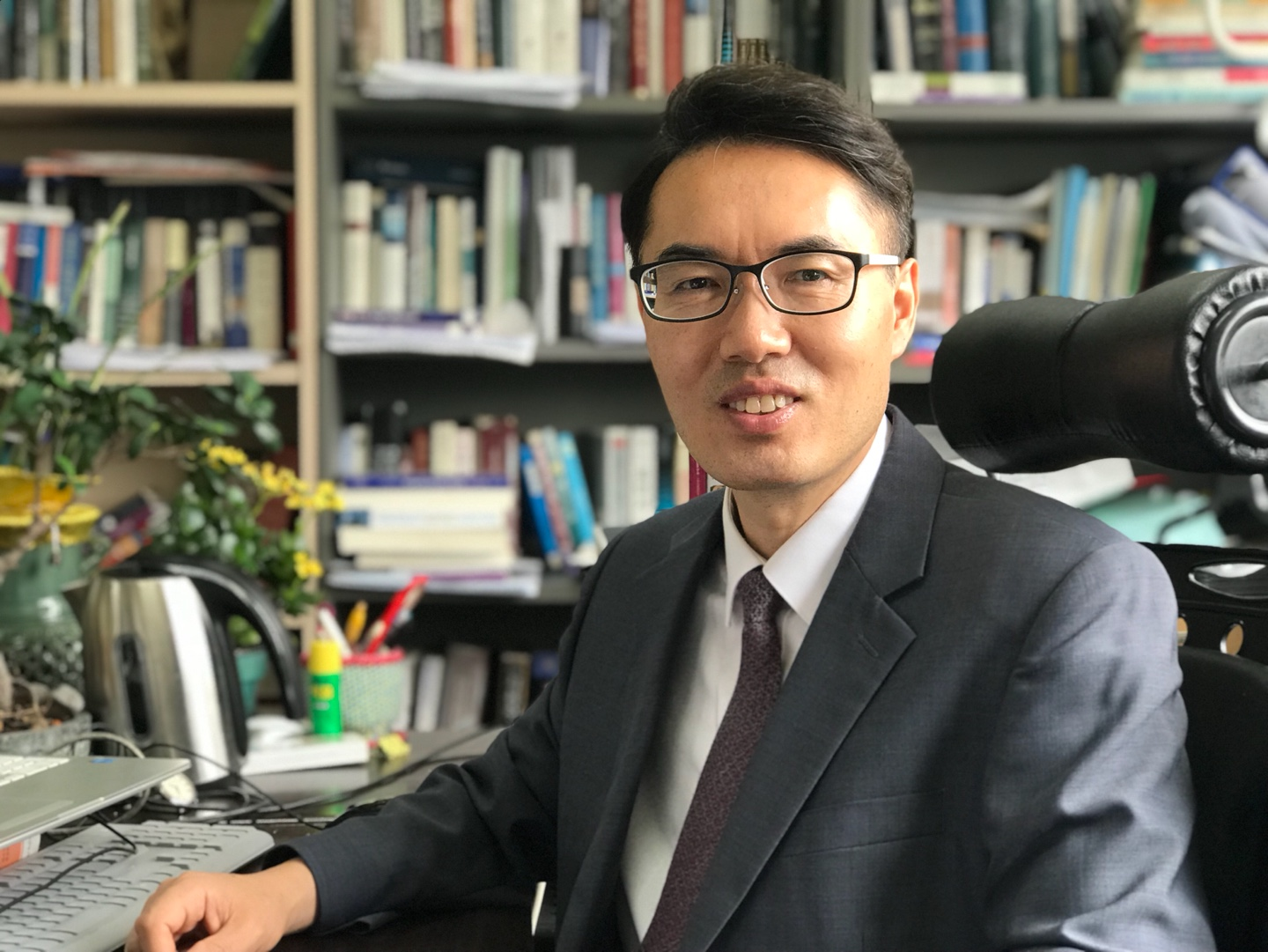
김현광 교수 한국성서대학교 연구실

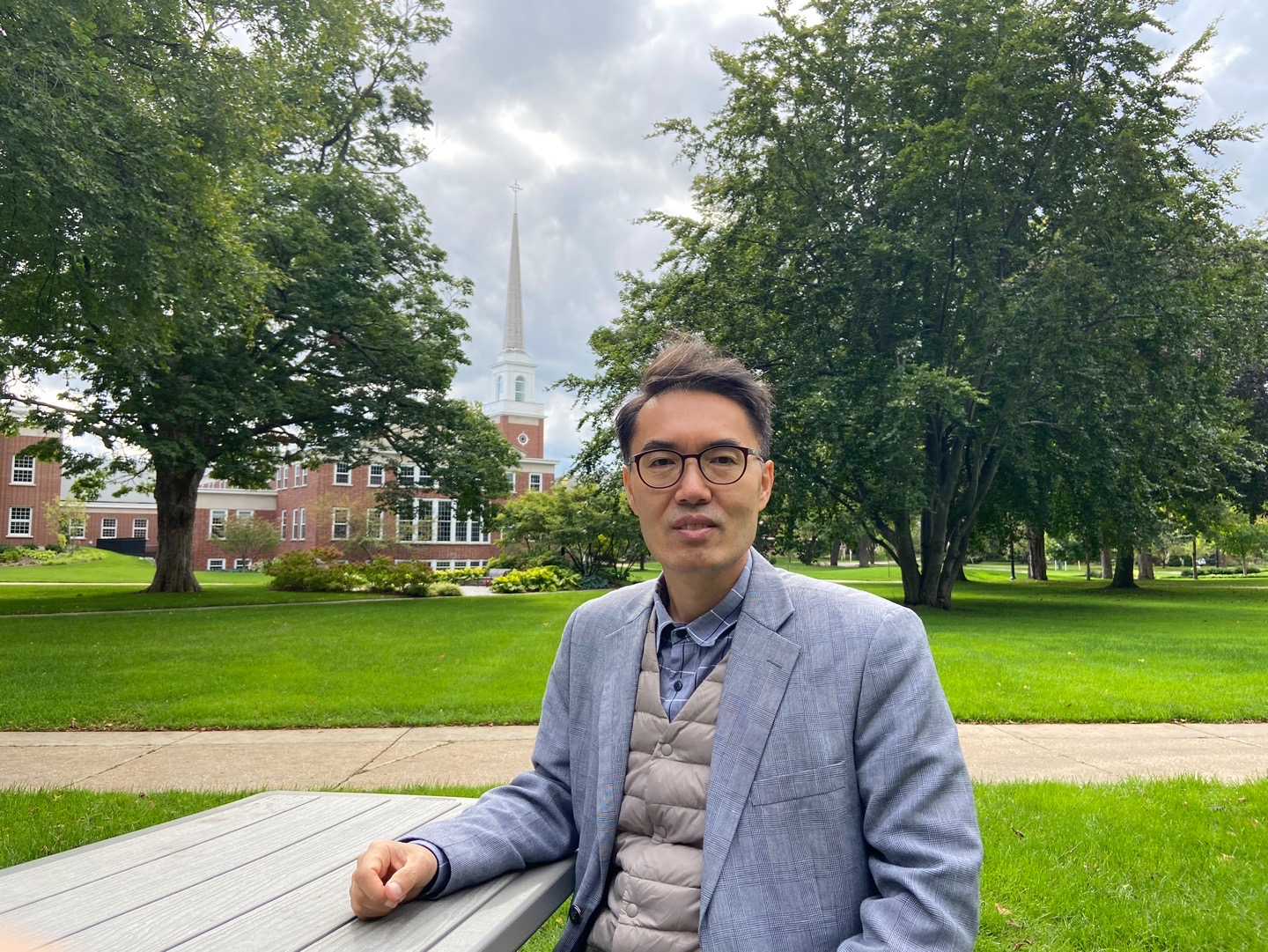
김현광 박사 미국 남침례교신학교 교정

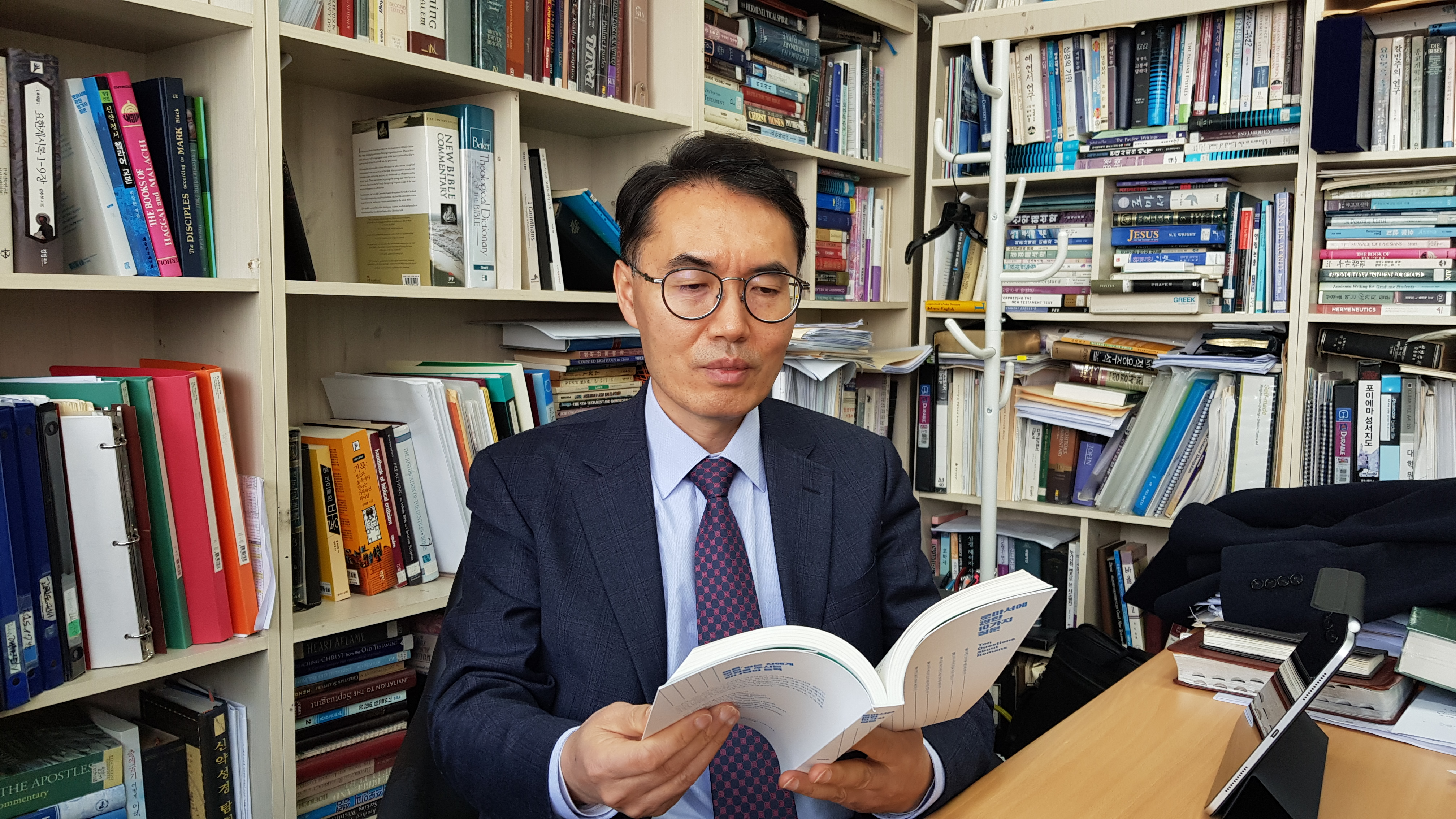
김현광 교수 한국성서대학교 연구실

## 학력
- 경희대학교 영어영문학과 (B.A.)
- 총신대학교 신학대학원 (M.Div)
- 미국 칼빈 신학교 (Calvin Theological Seminary. Th.M. 신약학)
- 미국 Western Theological Seminary (Th.M. 수료. 칼빈과 개혁신학)
- 미국 The Southern Baptist Theological Seminary (Ph.D. 신약학)

## 경력
- 한국성서대학교 신약학 정교수
- 한국성서대학교 대학원장
- 한국성서대학교 일립신학연구소장
- 한국성서대학교 대학원 교학처장
- 한국성서대학교 성서학과 학과장
- 한국성서대학교 일반대학원 및 신학대학원 주임교수
- 한국성서대학교 일립생활관장
- 현 한국복음주의신약학회 회장
- 현 한국개혁신학회 신약학회 회장

## 저서
- 『성경: 생명의 양식』서울: 한국성서대학교 출판부, 2009. 공저
- 『성경: 생명의 말씀』서울: 한국성서대학교 출판부, 2009. 공저
- 『전도는 우리의 사명입니다』서울: 한국성서대학교 출판부, 2010. 공저
- 『우리가 전도자입니다』서울: 한국성서대학교 출판부, 2010. 공저
- 『복음전도자는 기도합니다』서울: 한국성서대학교 출판부, 2011. 공저
- 『기도의 열매』서울: 한국성서대학교 출판부, 2011. 공저
- 『섬김: 복음전도자의 사명』서울: 한국성서대학교 출판부, 2012. 공저
- 『섬김: 복음전도자의 축복』서울: 한국성서대학교 출판부, 2012. 공저
- 『성경대로 행합시다』서울: 한국성서대학교 출판부, 2013. 공저
- 『성경대로 믿읍시다』서울: 한국성서대학교 출판부, 2013. 공저
- 『때를 얻든지 못 얻든지: 신약학자들의 설교』 서울: 새물결플러스, 2021, 공저
- 『로마서에 관한 10가지 질문』서울: 비아토르, 2022.
- 『영적 거장들의 설교』서울: 홀리북클럽, 2023, 공저
- Redeemed from the Curse: Paul’s Understanding of the Law and Gentiles in the Light of Hellenistic Judaism, Eugene, OR, Wipf & Stock, 2023

## 번역
- 『성경을 여는 40가지 질문』(40 Questions about Interpreting the Bible), 서울: 기독교문서선교회, 2012. 공역
- 『사도행전.로마서』신약의 구약사용 주석시리즈 3 (Commentary on the New Testament Use of the Old Testament). 서울: 기독교문서선교회, 2012. 공역
- 『간추린 신약신학』(Magnifying God in Christ: A Summary of New Testament Theology) 서울: 기독교문서선교회, 2013.
- 『NIV 스터디 바이블』(NIV Study Bible), 서울: 부흥과 개혁사, 2016. 공역

## 논문
- “Imitating Christ: An Exegetical Study of Philippians 2:5-11,” Adorare Mente 1 (2008)
- “그리스도와 연합된 죽음과 삶: 로마서 6:1-14절에 관한 연구,” 「교회와 문화」23 (2009)
- “일립 강태국 박사의 로마서 해석 연구,” 「일립논총」(2009)
- “로마서 서두의 특징과 기능,” 「한국개혁신학」27 (2010)
- “칼빈의 로마서 해석 연구,” 「개혁논총」13 (2010)
- “엔. 티. 라이트 (N. T. Wright)의 갈라디아서 3:10-14절 해석에 대한 비판적 고찰, ” 「교회와 문화」25 (2010)
- “강태국 박사의 목회서신 강해가 주는 목회적, 실천적 교훈들,” 「개혁논총」19 (2011)
- “ ‘복음 전하기를 원하노라’-로마서 1:14-17의 논리적 구조와 의미” 「신약연구」10 (2011)
- “로마서 7:14-25절과 그리스도인의 현재적 삶,” 「성경과 신학」61 (2012)
- “사도행전에 나타난 하나님의 주권과 인간의 순종,” 「한국개혁신학」37 (2013)
- “구약의 완성이며 성취이신 예수 그리스도,” 「일립논총」18 (2013)
- “Did John Know the Synoptic Gospels?”「신약연구」14 (2015)
- “로마서의 기도 모티프 연구” 「일립논총」19 (2015)
- “로마서 11:25-27에 나타난 ‘온 이스라엘’의 구원” 「신약연구」15 (2016)
- “로마서를 통해서 본 다문화와 한국교회: 로마서 14:1-15:13을 중심으로” 「성경과 신학」87 (2018)
- “루터의 갈라디아서 해석 연구” 「한국개혁신학」60 (2018)
- “지식, 자유, 권리와 그리스도인의 삶: 고전 8-10장을 중심으로” 「교회와 문화」43 (2019)
- “고린도전서 11:17-34를 통해 본 칭찬받는 고린도교회” 「신약연구」19 (2020)
- “목회서신을 통해 본 교회 지도자 발굴과 양육에 관한 교훈” 「성경과 신학」97 (2021)
- “바울의 자기 변호를 통해 본 사역자 바울: 고린도후서 10-13장을 중심으로” 「교회와 문화」46 (2021)
- “로마서 3:19에서 이방인은 율법의 영역에서 제외되는가?” 「신약연구」20 (2021)
- “로마서 1:18-32에 나타난 하나님의 진노의 성격” 「신약연구」21 (2022)

## 같이 보기
- 한국개혁신학회
- 한국복음주의조직신학회
- 한국장로교신학회
- 한국의 신학자 목록
- 개혁신학자
- 열린신학